# 1059年
| 千纪： | 2千纪 |
| 世纪： | 10世纪 \| 11世纪 \| 12世纪                                                                                 |
| 年代： | 1020年代 \| 1030年代 \| 1040年代 \| 1050年代 \| 1060年代 \| 1070年代 \| 1080年代                           |
| 年份： | 1054年 \| 1055年 \| 1056年 \| 1057年 \| 1058年 \| 1059年 \| 1060年 \| 1061年 \| 1062年 \| 1063年 \| 1064年 |
| 纪年： | 己亥年（猪年）；契丹清宁五年；北宋嘉祐四年；西夏奲都三年；大理政安七年；越南彰聖嘉慶元年；日本康平二年     |

## 大事记
- 西夏毅宗开始参政。
- 中国王安石写《上仁宗皇帝言事书》请求变法。
- 中国蔡襄著《荔枝谱》，是中国第一部专门写荔枝的书。
- 中国福建泉州洛阳桥建成，是今天中国现存最老的海港桥。
- 拜占庭皇帝艾萨克一世让位给君士坦丁十世。
- 教皇尼閣二世成立了一個由羅馬附近教區的主教及執事所組成的樞機主教，賦予選舉未來教皇的權力。

## 出生
- 12月24日——宗泽，宋朝将军（逝世1128年，69岁）

## 逝世
- 胡瑗，北宋儒学家（出生993年，66岁）
- 林瞪，北宋摩尼教人物（出生1003年，56岁）
- 李觏，北宋思想家（出生1009年，50岁）